# Plaine de Nisae
La plaine de Nisée (également orthographiée Nesaean : en grec ancien Nḗsaion pedíon) est une plaine fertile de Médie, une région historique de l'Iran,. Elle est surtout connue pour être la région d'élevage du prestigieux cheval de Nisée,. Cette plaine pourrait être identique au district de Nisaya mentionné dans l'inscription de Behistun de Darius le Grand ( r. 522–486 av. J.-C). Cependant, Rüdiger Schmitt note que cela ne peut pas être indubitablement prouvé. 
Le nom de la plaine a probablement survécu jusqu'à l'époque médiévale, car Yaqout al-Rumi, écrivant au XIIIe siècle, mentionnait une ville à Hamadan (ancienne Ecbatane) sous le nom de Nisa.
La ville de Nahavand est située dans la plaine de Nisae.